# ハロルド・デムゼッツ
ハロルド・デムゼッツ（Harold Demsetz、1930年5月31日 - 2019年1月4日）は、アメリカ合衆国の経済学者、カリフォルニア大学ロサンゼルス校名誉教授。

## 経歴
デムゼッツは、1988年の著書『The Organization of Economic Activity』に、自身の研究歴について短くまとめた文章を盛り込んでいる。
デムゼッツは、中欧や東欧からの移民の孫として生まれ、シカゴのウェスト・サイドに育った。4つの大学を転々としながら、工学、林学、哲学と専攻を変えた末に、イリノイ大学アーバナ・シャンペーン校で経済学のB.A.を1953年に取得し、続いてノースウェスタン大学で、MBAを1954年、PhDを1959年に取得した。大学院生だった当時、彼は『エコノメトリカ (Econometrica)』と『Journal of Political Economy』に、各1本の論文を発表した。
デムゼッツは、1958年から1960年にかけてミシガン大学、1960年から1963年にかけてカリフォルニア大学ロサンゼルス校 (UCLA) で教鞭を執り、1963年から1971年までシカゴ大学の経営大学院で教えた。1971年、UCLAの経済学部に戻り、1978年から1980年にかけてはその長を務めた。1986年から1995年まで、経営の経済学の寄付講座である the Arthur Andersen UCLA Alumni Chair in Business Economics の座を占めた。デムゼッツはまた、海軍分析センターやフーヴァー研究所の客員も務めた。
デムゼッツは、1991年にアメリカ芸術科学アカデミーのフェローとなっており、モンペルラン・ソサイエティーの役員だったこともあり、過去には1996年に西部経済学会 (the Western Economics Association International) の会長も務めている。
1994年にノースウェスタン大学から人文学の名誉学位を授与されたほか、1996年にはグアテマラのフランシスコ・マロキン大学から名誉学位を贈られるなど、数多くの栄誉に浴している。

## 思想
デムゼッツは、経済学におけるシカゴ学派の流れを汲んでおり、今では新制度派経済学と呼ばれているアプローチの開拓者のひとりであった。経営の経済学という分野における創始者のひとりである。彼は、今日では法と経済学の分野で多用されている財産権の理論を拡張した。デムゼッツ自身は、ゲーム理論を用いることはなかったが、企業の理論、反トラスト法、事業への規制などに関する著作を通して、産業組織論における重要な人物となった。彼の、説明的で、あまり数式を用いないスタイルは、1950年代以降に経済学者として身を立てた人物としては、例外的なものである。デムゼッツがおもに影響を受けたのは、フランク・ナイトや、同僚となったアルメン・アルキアン、ロナルド・コース、アーロン・ディレクター、ジョージ・スティグラーなど多数にのぼる。
デムゼッツは、汚染物質の排気ガスを減少させる経済的誘因（インセンティブ）を原因企業などに与える方策として、排出取引を提案した最初の人物である。彼は、「涅槃的誤謬 (Nirvana fallacy)」という言葉を1969年に造語した。
1972年のデムゼッツとアルキアンの共著論文「Production, Information Costs and Economic Organization」（生産、情報費用、経済組織）は、『The American Economic Review』の創刊から100年の間に掲載された最も重要な記事20本のひとつに選ばれた。

## おもな論文・著書
- 1967, "Toward a Theory of Property Rights," American Economic Review.
  - （日本語訳）：大島和夫・訳『デムゼッツ「財産権理論について」』神戸市外国語大学外国学研究 62, 45-63, 2005-03-31 NAID 110004618048
- 1968, "Why Regulate Utilities?" Journal of Law and Economics.
- 1969, "Information and Efficiency: Another Viewpoint," Journal of Law and Economics.
- 1972, (with Armen Alchian, "Production, Information Costs and Economic Organization", American Economic Review.
- 1973, "Industry Structure, Market Rivalry and Public Policy," Journal of Law and Economics.
- 1974, "Two systems of belief about monopoly," in H. Goldschmid, et al., eds., Industrial Concentration: The New Learning, Boston: Little Brown, also chapter 7 in, Demsetz, Harold. Efficiency, Competition, and Policy. Cambridge MA: Basil Blackwell, 1989.)
- 1979, "Accounting for Advertising as a Barrier to Entry," Journal of Business.
- 1982, Economic, Legal, and Political Dimensions of Competition.
- 1988, The Organization of Economic Activity, 2 vols. Blackwell. Reprints most of Demsetz's better known journal articles published as of date.
- 1994, (with Alexis Jacquemin). Anti-trust Economics: New Challenges for Competition Policy.
- 1995, The Economics of the Business Firm: Seven Critical Commentaries.
- 1997, "The Primacy of Economics: An Explanation of the Comparative Success of Economics in the Social Sciences" (Presidential Address to the Western Economics Association), Economic Inquiry.
- 2011, "From Economic Man to Economic System: Essays on Human Behavior and the Institutions of Capitalism"

## 関連文献
- 高橋由明「「新制度経済学」学派の企業理論の基本的性格と特徴 : アルチャンとデムゼッツ, ジェンセン, ウイリアムソン」『商學論纂』第56巻5/6、中央大学、2015年3月、185-249頁。 NAID 110009986847